# Beachwood (Nueva Jersey)
Beachwood es un borough ubicado en el condado de Ocean, Nueva Jersey, Estados Unidos. Tiene una población estimada, a mediados de 2021, de 11 014 habitantes.

## Geografía
La localidad está ubicada en las coordenadas 39°55′42″N 74°12′8″O / 39.92833, -74.20222 (39.928405, -74.202189).

## Demografía
Según la Oficina del Censo, en 2000 los ingresos medios de los hogares de la localidad eran de $59,022 y los ingresos medios de las familias eran de $64,190. Los hombres tenían ingresos medios por $41,204 frente a los $30,189 que percibían las mujeres. Los ingresos per cápita para la localidad eran de $21,247. Alrededor del 4.5% de la población estaba por debajo del umbral de pobreza.
De acuerdo con la estimación 2017-2021 de la Oficina del Censo, los ingresos medios de los hogares de la localidad son de $88,940 y los ingresos medios de las familias son de $97,530. Los ingresos per cápita en los últimos doce meses, medidos en dólares de 2021, son de $43,043. Alrededor del 4.8% de la población está por debajo del umbral de pobreza.